# لوطس سبخي
اللوطس السبخي أو قرن الغزال السبخي (باللاتينية: Lotus pedunculatus) هو نوع نباتي يتبع جنس اللوطس ضمن الفصيلة البقولية من طائفة ثنائيات الفلقة.

## الوصف النباتي
النبات عشبي معمر. يبلغ ارتفاعه 90 سم. لون الأزهار أصفر.
يعد هذا النبات من النباتات التي يتغذى عليها النحل لإنتاج العسل، وعسله ذو نوعية جيدة.

## البيئة والانتشار
موطنه مصر والمغرب العربي وتركيا والقوقاز وكل مناطق أوروبا من اليونان والبلقان إلى إسبانيا والبرتغال وشمالاً من إيرلندا وبريطانيا إلى فنلندا وروسيا.